# Бонгбонг Маркос
Фердинанд Ромуальдес Маркос-молодший (тагал. Ferdinand Romualdez Marcos Jr.; нар. 13 вересня 1957), відомий як Бонгбонг Маркос (BBM) — філіппінський політик, який обіймав посаду сенатора з 2010 до 2016 року. 17-й Президент Філіппін з 30 червня 2022 року. Член Федеральної партії Філіппін.
Друга дитина та єдиний син 10-го Президента Філіппін, Фердинанда Маркоса-старшого та колишньої першої леді Імельди Ремедіос Маркос.
1980 року 23-річний Маркос-молодший став віцегубернатором Північного Ілокоса, безперешкодно балотуючись під керівництвом партії свого батька Кілусанг Багонг Ліпунан, який на той час керував Філіппінами в умовах воєнного стану. Потім він став губернатором Північного Ілокосу 1983 року, обіймаючи цю посаду доти, поки його сім'ю не відсторонили від влади внаслідок Революції влади людей, після чого вона втекла у вигнання на Гаваях у лютому 1986 року. Після смерті батька 1989 року президент Корасон Акіно дозволила іншим членам родини Маркос повернутися на Філіппіни, щоб їм пред'явити різні звинувачення.
Був представником 2-го виборчого округу Північного Ілокосу з 1992 до 1995 року. Маркос балотувався і був знову обраний губернатором 1998 року. Через дев'ять років він повернувся на свою попередню посаду представника з 2007 до 2010 року, а потім став сенатором під керівництвом Партії націоналістів з 2010 по 2016 рік. 2015 року Маркос балотувався на пост віцепрезидента на виборах 2016 року. З різницею у 263 473 голоси та різницею в 0,64 відсотка Маркос програв представнику Камарінс Сур Лені Робредо. У відповідь Маркос подав виборчий протест до Президентського виборчого трибуналу. Пізніше його петицію було одноголосно відхилено після того, як пілотний перерахунок вибраних провінцій Східний Негрос, Ілоіло та Південний Камаринес призвів до того, що Робредо збільшила свою перевагу на 15 093 додаткових голосів.
2021 року Маркос оголосив, що балотуватиметься на пост президента Філіппін на майбутніх виборах 9 травня 2022 року від Федеральної партії Філіппін. Його кампанія зазнала багато критики: аналітики фактів та дослідники дезінформації відзначають, що його кампанія спричинена масовою кампанією дезінформації, спрямованою на оновлення бренду Marcos та знеславлення його конкурентів. Його табір також викликав критику за нібито відбілювання порушень прав людини та пограбування, які мали місце за часів його батька на посаді президента. The Washington Post зазначає, що історичний ревізіонізм Маркосів триває з 2000-х років.

## Біографія
Фердинанд Ромуальдес Маркос-молодший на прізвисько «Бонгбонг» народився 13 вересня 1957 року в родині Фердинанда Еммануеля Едраліна Маркоса та Імельди Ремедіос Візітасьон Ромуальдес. Його батько Фердинанд-старший був представником другого округу Північний Ілокос, коли він народився, а через два роки став сенатором. Серед його хрещених батьків були видатні друзі Маркоса Едуардо «Дандін» Кожуангко-молодший і фармацевтичний магнат Хосе Яо Кампос.
Маркос спочатку навчався в Інституції Терезіана та La Salle Green Hills у Манілі, де відвідував дитсадок і здобув початкову освіту відповідно.
1970 року Маркоса відправили до Англії, де він жив і навчався в Worth School, бенедиктинському закладі для хлопчиків у Західному Сассексі, Англія. Він навчався там, коли його батько оголосив воєнний стан на Філіппінах 1972 року.
Потім він вступив до Сент-Едмунд-холу в Оксфорді, щоб вивчати філософію, політику та економіку (PPE). Однак, незважаючи на його помилкові заяви про те, що він отримав ступінь бакалавра з гуманітарних наук, він його не здобув.
Маркос склав філософію, але провалив економіку та двічі провалив політику, що позбавило його права на здобуття ступеня. Натомість він здобув спеціальний диплом з суспільних наук, який присуджується в основному не випускникам. Маркос, як і раніше, хибно стверджує, що він здобув ступінь в Оксфордському університеті, попри те, що Оксфорд підтвердив 2015 року, що Маркос не отримав ступінь.

### Віцегубернаторство та губернаторство в Північному Ілокосі
Перша офіційна роль Бонгбонга Маркоса на політичній посаді відбулася з його обранням на посаду віцегубернатора Північного Ілокосу (1980—1983) у віці 23 років. 1983 року він очолив групу молодих філіппінських лідерів у 10-денній дипломатичній місії з Китай відзначає 10-ту річницю філіппінсько-китайських відносин. Маркос-молодший став віцегубернатором Ілокос-Норте 1980 року. 23 березня 1983 року він був призначений губернатором Ілокос-Норте, замінивши свою тітку, яка пішла з посади за станом здоров'я. Він залишався при владі до Революції 1986 року.

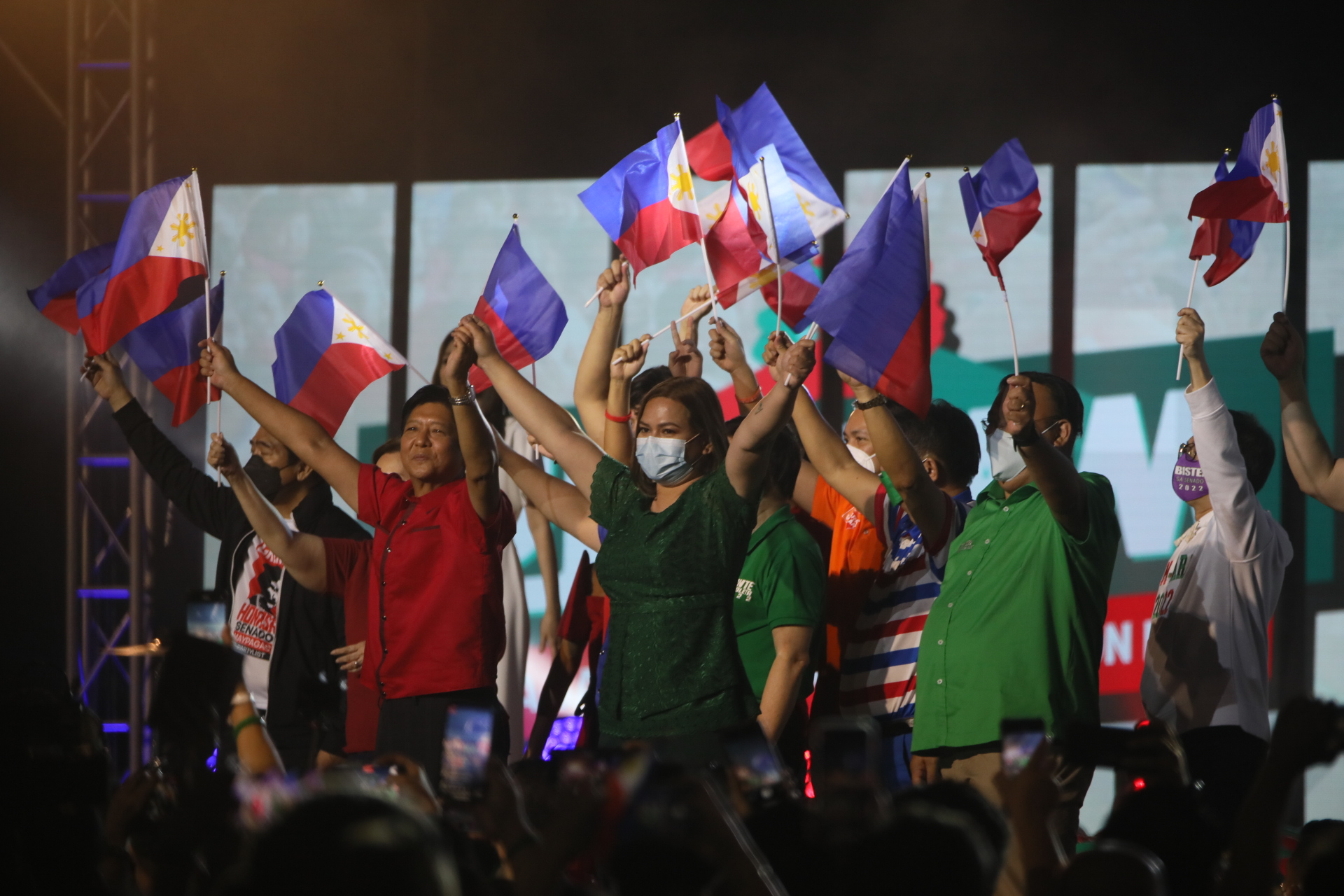
Бонгбонг Маркос і Сара Дутерте з під час їхньої президентської кампанії на Філіппінській арені 8 лютого 2022 року.

Під час каденції Бонгбонга Маркоса в Ілокос-Норте відбулося щонайменше два позасудових вбивства, за документами Асоціації жертв військового стану Північного Ілокосу.

## Президентські вибори на Філіппінах 2022 року
Вибори президента Філіппін 2022 року відбулися в понеділок, 9 травня 2022 року, у межах загальних виборів 2022 року. Це були 17-ті прямі президентські вибори та 16-ті вибори віцепрезидента на Філіппінах з 1935 року, а також шостий президентські та віцепрезидентські вибори з 1992 року.
Чинний президент Родріго Дутерте не мав права бути переобраним, оскільки відповідно до Конституції Філіппін 1987 року президент обмежений одним терміном. Чинна віцепрезидентка Лені Робредо мала право бути переобраною, але замість цього вирішила балотуватися на пост президента. Тому ці вибори визначили 17-го президента та 15-го віцепрезидента. Президент і віцепрезидент обираються окремо, тому два кандидати-переможці можуть бути від різних політичних партій.

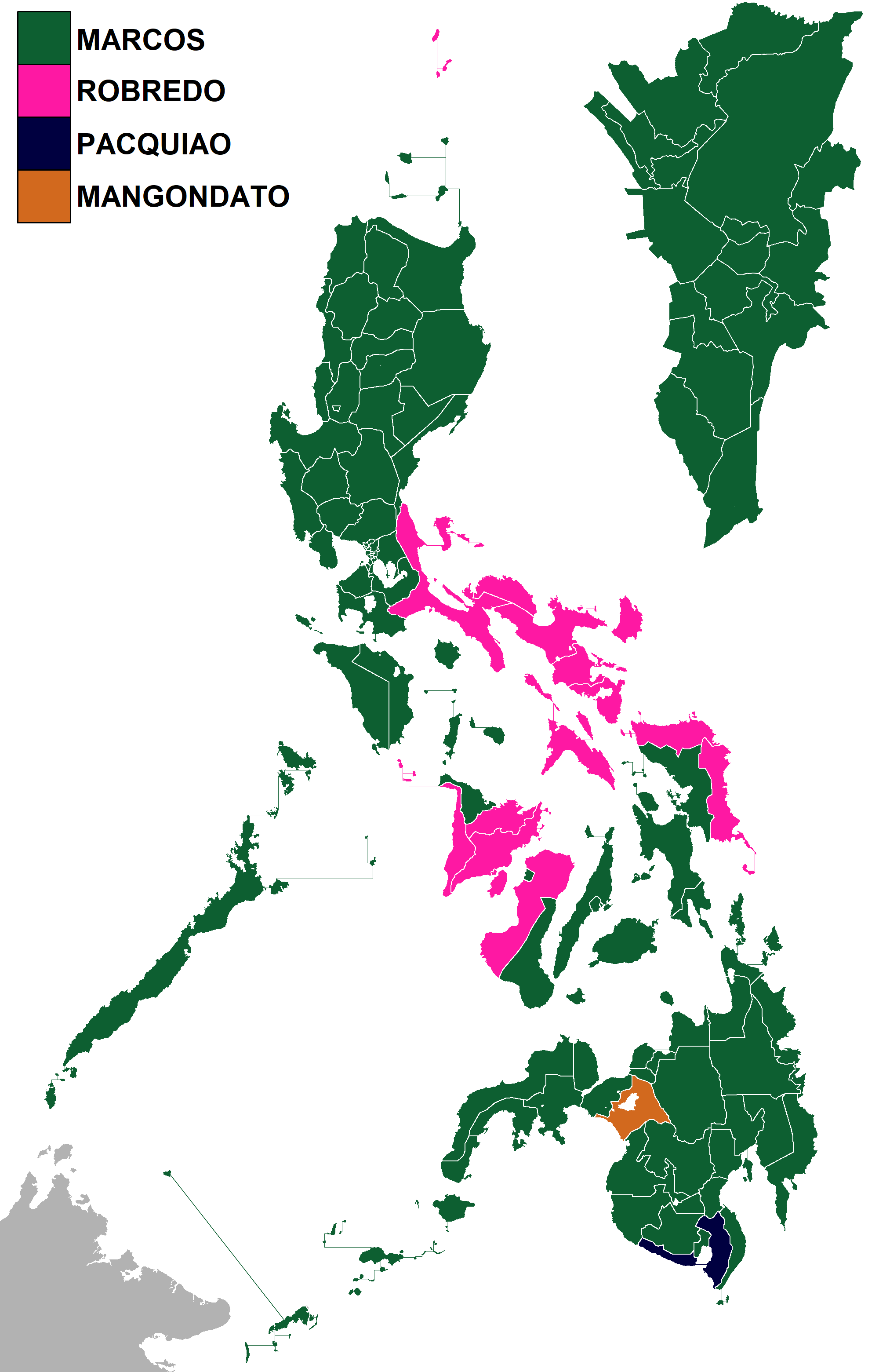
На президентських виборах 2022 року Маркос переміг у 64 із 81 провінцій

Бонгбонг Маркос і Сара Дутерте виграли президентські та віцепрезидентські посади відповідно, ставши першими кандидатами в президенти та віцепрезиденти, які були обрані більшістю з 1986 року, і першим президентським квитком, який виграв разом із 2004 року. Це також знаменує повернення сім'ї Маркос до влади вперше з часів Революції влади. Конгрес Філіппін зібрався наприкінці травня, щоб оголосити результати та офіційно оголосити переможців виборів.
30 червня 2022 року урочисто склав присягу.

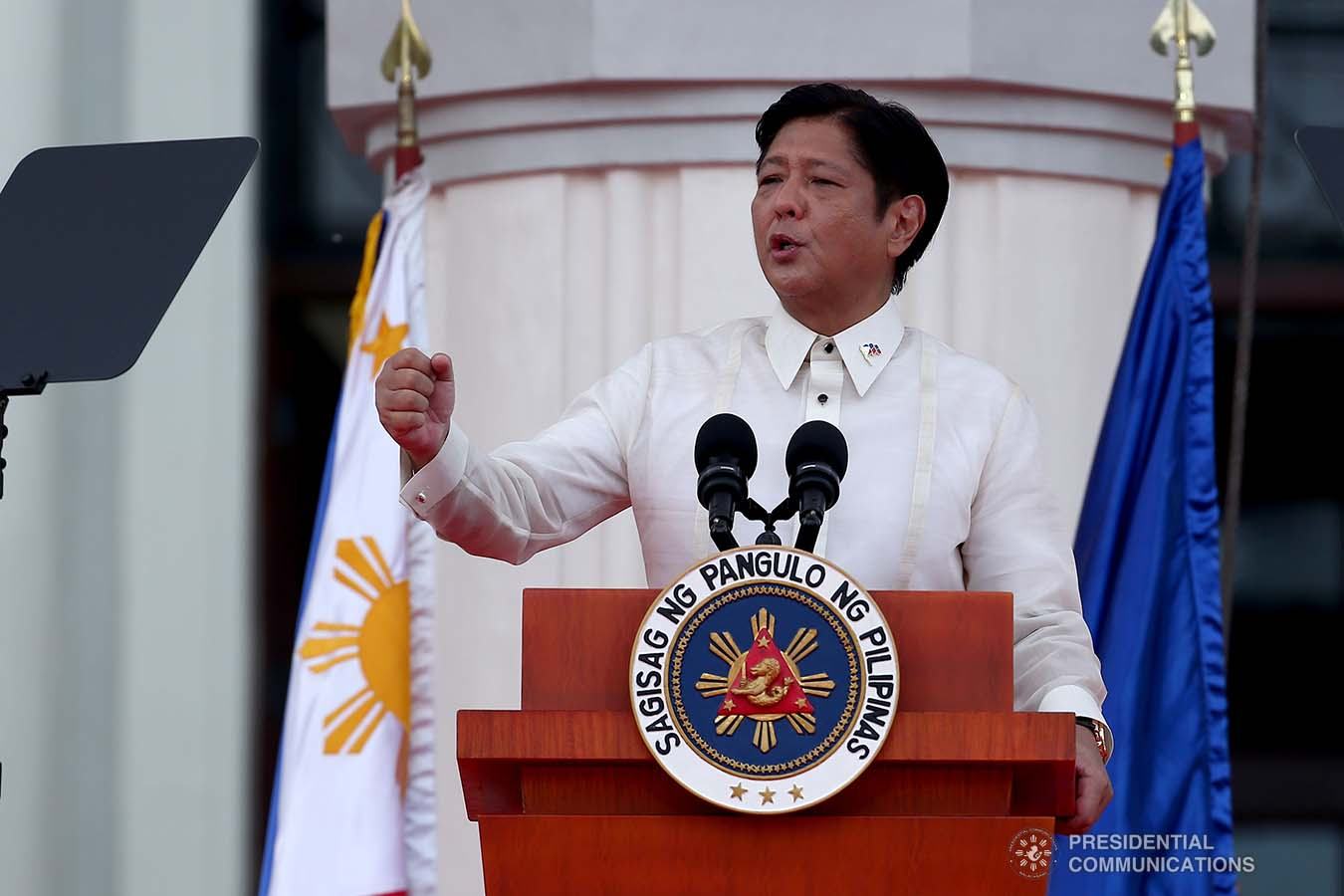
Маркос виголошує свою інавгураційну промову

## Особисте життя
Маркос одружений із Луїзою Аранетою-Маркос, членом видатної родини Аранет. Вони мають трьох синів: Фердинанда Олександра III «Сандро» (1994 р.н.), Джозефа Саймона (1995 р.н.) та Вільяма Вінсента «Вінні» (1997 р.н.). Хоча він ілоканського походження, він має тагальське виховання і не говорить мовою ілокано.

## Галерея

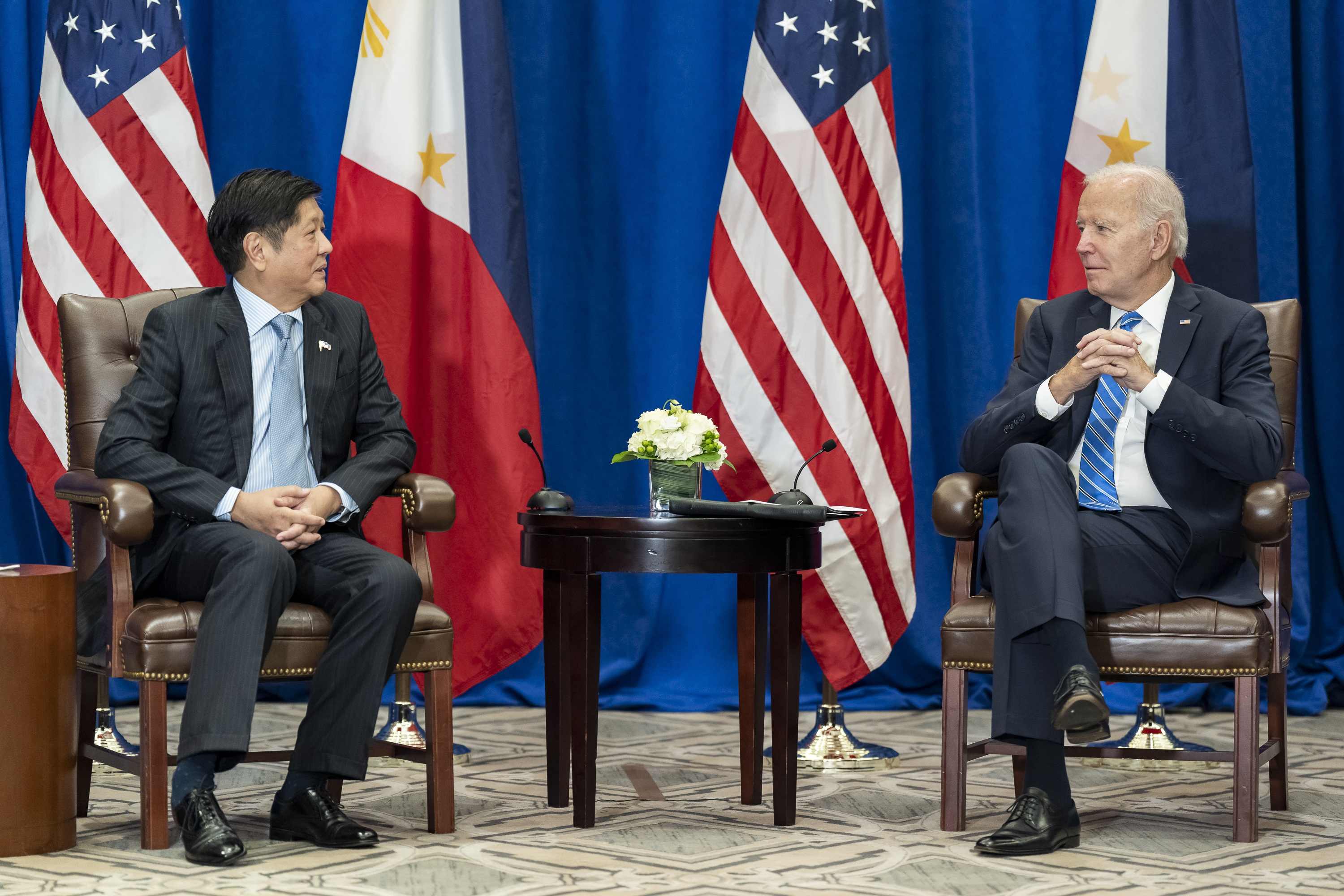
Маркос із президентом США Джо Байденом у вересні 2022 року
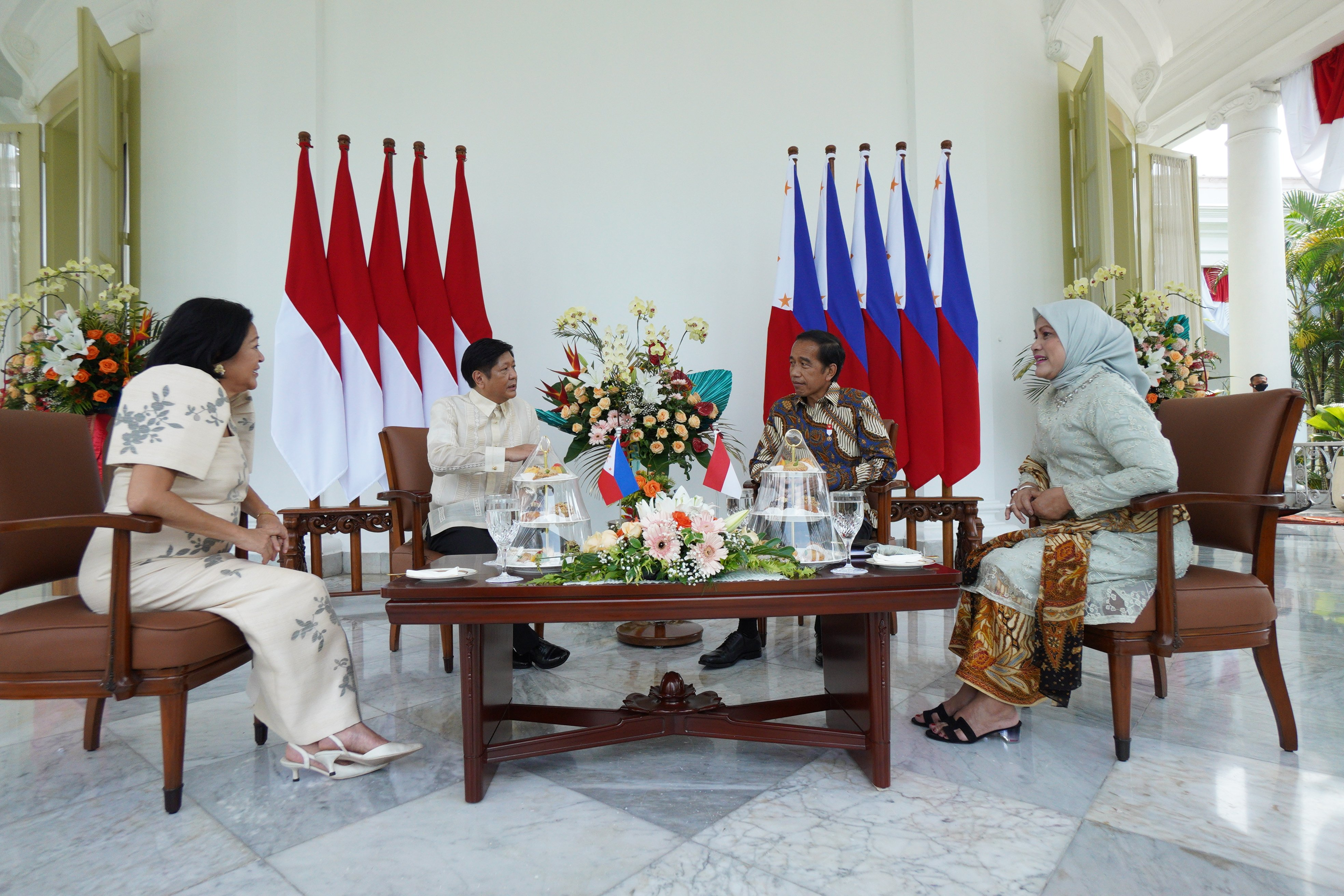
Бонгбонг Маркос та президент Індонезії Джоко Відодо, 2022 рік
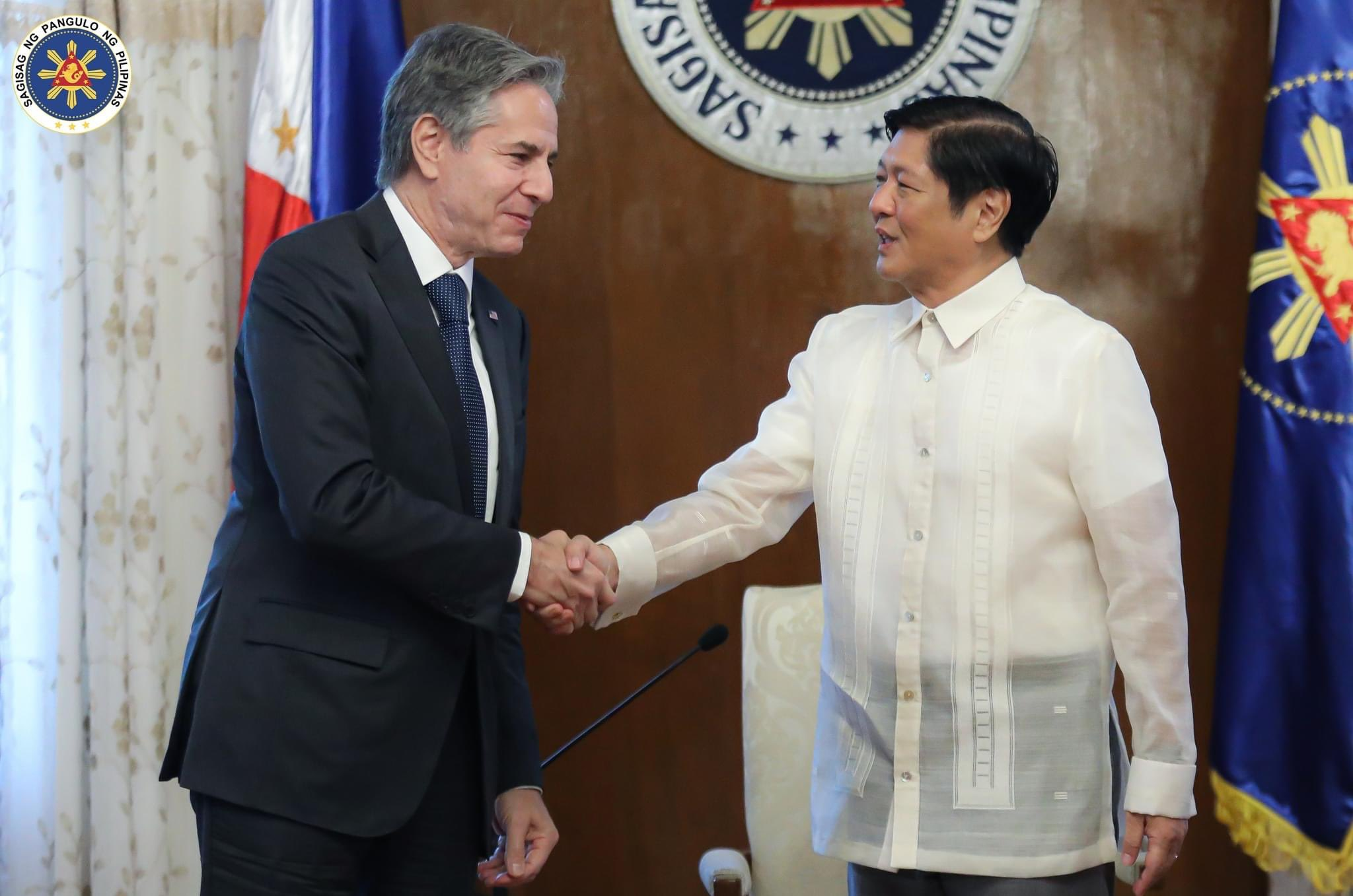
Ентоні Блінкен та Бонгбонг Маркос, 2022 рік
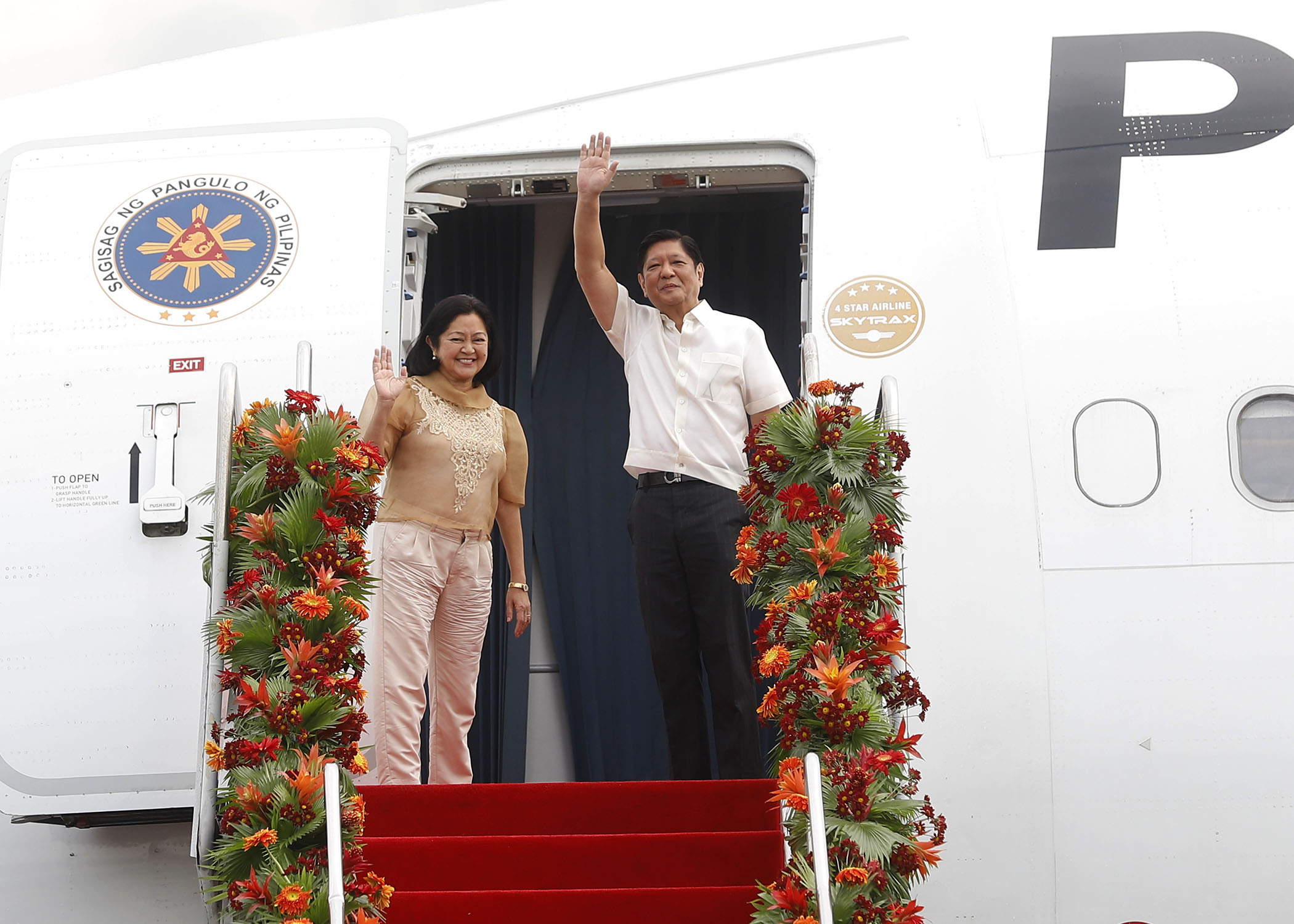
Маркос і перша леді Ліза Аранета Маркос відправляються з державним візитом до Китаю 3 січня 2023 року.
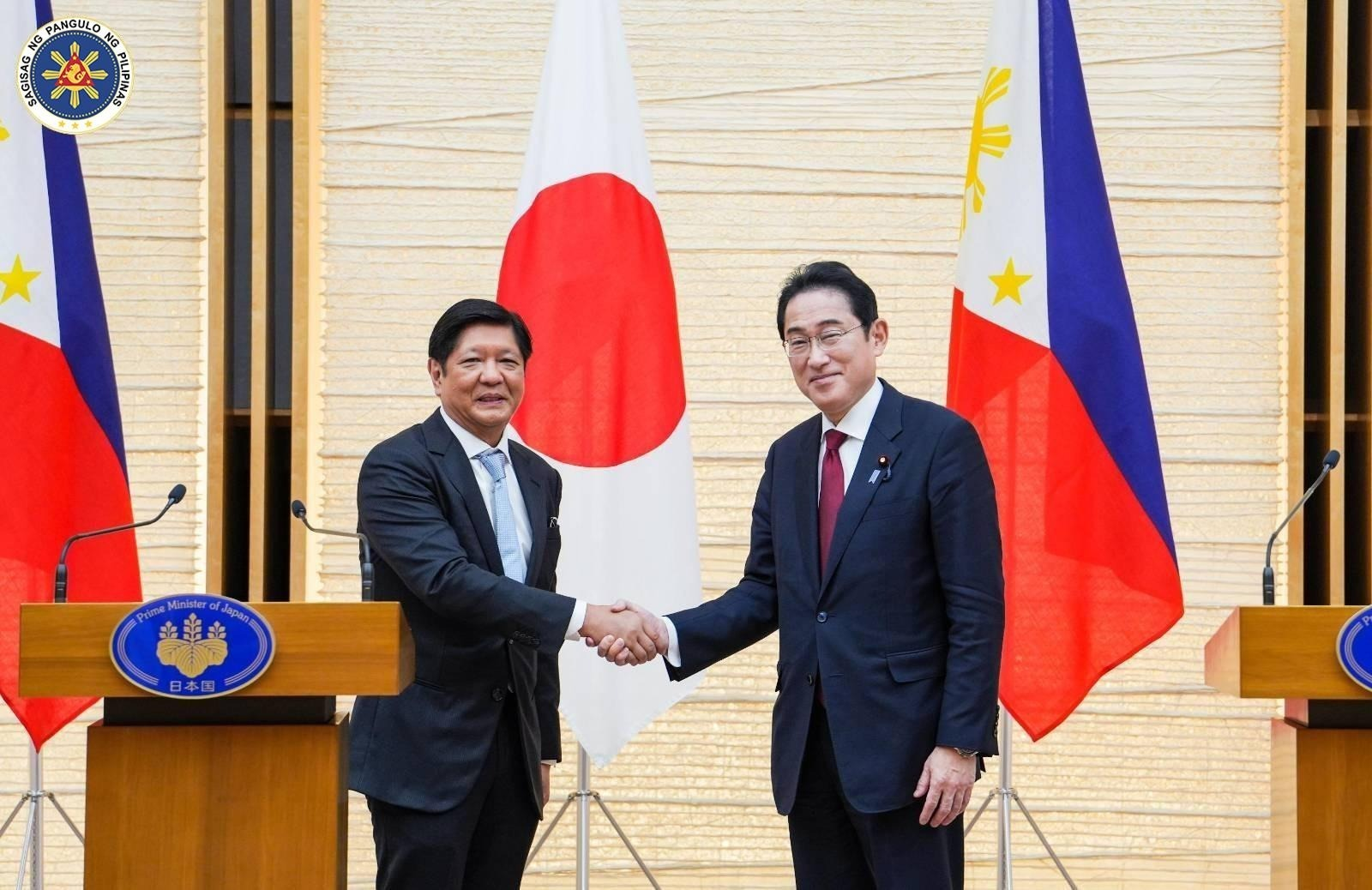
Прем'єр-міністр Японії Фуміо Кісіда зустрічається з президентом Філіппін Бонгбонгом Маркосом у Токіо 9 лютого 2023 року.